# Hemiancistrus maracaiboensis
Hemiancistrus maracaiboensis es una especie de peces de la familia Loricariidae en el orden de los Siluriformes.

## Morfología
Los machos pueden llegar alcanzar los 28,5 cm de longitud total.

## Hábitat
Es un pez de agua dulce.

## Distribución geográfica
Se encuentran en Sudamérica: cuenca del lago Maracaibo (Venezuela ).